# Ilia Csavcsavadze
Ilia Csavcsavadze (grúz írással: ილია ჭავჭავაძე) (Kvareli (Kaheti), Orosz Birodalom, 1837. október 27. – Mcheta környéke, 1907. augusztus 30.) grúz költő, drámaíró, újságíró, jogász, politikus, a grúz nemzeti mozgalom vezetője.

## Élete
Hevszuretiből származó, művelt, grúz családban született, aki II. Konstantin kaheti királytól hercegi rangot kapott. Édesanyja korán megismertette vele a grúz irodalom klasszikus műveit. Korán árvaságra jutott. Tízéves volt, amikor meghalt édesanyja, majd 15 éves korában édesapját is elvesztette. Tbilisziben végezte el a középiskolát, és 1857-ben Szentpéterváron kezdte el jogi tanulmányait.
Már ekkor érdekelte a politika, és kinyilvánította az elnyomott emberek iránti együttérzését. Csatlakozott ahhoz a harminc diákot számláló körhöz, amely az önrendelkezés elvével foglalkozott. Giuseppe Garibaldi nagy hatást gyakorolt rá. 1861-ben, a diploma megszerzése után visszatért Grúziába. 1868-ban bíróvá nevezték ki. Ugyanabban az évben békebírói megbízatást is kapott Dusetben, a földreform kapcsán. 
Szentpéterváron kezdett verseket írni. 1863-ban havonta megjelenő újságot (Sakartvelos Moambe) alapított, ami bár egy év után megszűnt, de hatással volt a grúz irodalom további fejlődésére. 1873-ban lemondott bírói tisztségéről, és bankot alapított a pénzügyminisztérium engedélyével, a grúz nemesség néhány tagjával. 1875 és 1905 között ő töltötte be az igazgatói posztot. 1877. március 3-án jelent meg az általa alapított Iveria hetilap első száma. 1879-től havonta adták ki. Az újság irodalommal foglalkozott, de tudományos írásokat is közölt. 1885 szeptemberében a cári cenzúra betiltotta. 1886-ban ismét kiadták az Iveriát, és 1901-ig naponta meg is jelent. A grúz írással nyomtatott újság politikai és kulturális témákkal, a grúz munkásmozgalom helyzetével, valamint az oktatási politikával foglalkozott. 1989-től többen kísérleteztek az Iveria újraindításával. Közhasznú, kulturális és oktatással kapcsolatos társaságokat is alapított.
1906–07-ben képviselő volt az Állami Dumában (Goszudarsztvennaja Duma). A második ülésszak befejeződése után útban hazafelé rablók gyilkolták meg. A grúz ortodox egyház szentté avatta 1987-ben.

## Magyarul megjelent művei
- Az özvegy és más elbeszélések; oroszból ford. Bernát György; Új Magyar Kiadó, Bp., 1955
- Az éji lovas és más elbeszélő költemények / Látomás / A remete; nyersford., utószó Istvánovits Márton, ford. Kalász Márton; Európa, Bp., 1961
- Az özvegy; ford. Bernát György; Európa, Bp., 1987